# Taka Shamoto
Taka Shamoto (Sendai, 1975) is een Japans danseres.

## Opleiding
Shamoto begon op driejarige leeftijd met dansen aan de Sendai City Ballet School, waar ze een tienjarige opleiding volgde bij Masoko Ono. Op zestienjarige leeftijd volgde ze een opleiding aan de Balletschule der Hamburgischen Staatsoper John Neumeier in Duitsland. Hier leerde zij zowel klassieke danstechnieken als compositie. Na drie jaar opleiding specialiseerde Shamoto zich in hedendaagse dans en in 1995 begon zij aan een opleiding aan P.A.R.T.S., een dansschool voor hedendaagse dans.

## Carrière
In 1997 sloot Shamoto zich aan bij Rosas, het dansgezelschap van Anne Teresa De Keersmaeker. In 2007 werkte Shamoto samen met Needcompany. In 2010 voerde zij een opvoering uit voor Tanzung van toneelregisseur Jan Decorte.

## Producties

### Producties sinds 1997
- 1997-1998: Hertog Blauwbaards burcht
- 1997-1998: Woud
- 1997-1998: Just Before
- 1998-1999: I said I
- 1998-1999: Drumming
- 1999-2000: In Real Time
- 2000-2001: Rain
- 2001-2002: Rain Live
- 2001-2002: (but if a look should) April Me
- 2002-2003: Bitches Brew / Tacoma Narrows

- 2004-2005: Mozart Concert Arias, un moto di gloria
- 2004-2005: Raga for the rainy season / A love supreme
- 2005-2006: Kassandra / speaking in twelve voices
- 2006-2007: Nusch
- 2006-2007: Steve Reich Evening
- 2006-2007: D'un soir un jour
- 2006-2007: Repertoireavonde Quator n. 4/ Verklärte Nacht / Die Große Fuge
- 2007-2008: The Porcelain Project
- 2008-2009: Sad Face / Happy Face (een trilogie)

- 2010-2011: Tanzung
- 2011-2012: Nothing's for something
- 2011-2012: Bartok / Mikrokosmos
- 2012-2013: Move
- 2012-2013: Borrowed Landscape
- 2013-2014: Dacesmith - Camel, weasel, whale
- 2014-2015: As if nothing has been spinning around something to remember
- 2015-2016: De Sleutel
- 2015-2016: Counter phrases